# Bogomil, Haskovo
Bogomil (în bulgară Богомил) este un sat în comuna Harmanli, regiunea Haskovo,  Bulgaria. 

## Demografie
Componența etnică a satului Bogomil
     Bulgari (100%)
     Nicio identificare (0%)
     Altele (0%)
La recensământul din 2011, populația satului Bogomil era de 13 locuitori. Din punct de vedere etnic, toți locuitorii erau bulgari.